# 咸肉
咸肉泛指用食盐保存和调味的肉类，主要是猪肉。一般不包括同时采用其他保存方法的，比如臘肉（风干），熏肉包括煙肉（加热）等。

## 举例
- 鹹豬肉
- 火腿 --猪腿肉
- 咸肉菜饭——皖南，皖中，苏南，苏中，浙北，上海一带的特色食物。
- 粗鹽腌牛肉 (corned beef) -- 牛肉
- 鹹魚
- 鹹蝦